# ガガイモ科
ガガイモ科 (Asclepiadaceae) は双子葉植物の科で、草本または低木でつる性のものが多い。特に熱帯から亜熱帯に多く分布し、温帯にも草本がある。約250属2700種。日本にはよく見られるつる草のガガイモなど、6属が自生する。乾燥地に生育する多肉植物もあり、サボテンのように葉が退化し柱状の茎だけのものもある。
葉は単葉で対生。花は両性、放射相称で、総状または集散花序をなすものが多い。花弁は筒状に合生し、先が5裂して星形になるものが多い。香りはよいものもあるが、悪臭を出してハエに送粉させる種もある。雄蕊は花筒の内側につくか、互いに融合して筒状になり、葯にはラン科植物に似た花粉塊が形成されて、花粉を媒介する昆虫によって塊のまま運ばれる。子房上位、果実は袋果で、種子には毛があって風によって散布される。なかにはこの毛を綿のように繊維資源として用いたものもある。
キョウチクトウ科に近縁で、同様に乳液を含むもの、アルカロイドを含むもの（有毒種もある）が多い。

## 利用
サクララン、トウワタや多肉植物などが観賞用に栽培される。ソメモノカズラからは藍色染料が採取される。ギムネマはインドで薬用に用いられ、糖の吸収を抑える効果があるといわれる。

## 分類
3亜科に分類される。これらはキョウチクトウ科と共通の系統に属すことが明らかになったため、APG分類体系ではキョウチクトウ科に含める。
Periplocoideae 亜科
- Gymnema ホウライアオカズラ属（ギムネマ属） - ホウライアオカズラ（ギムネマ）

Secamonoideae 亜科
Asclepiadoideae 亜科
- Araujia チョウトリカズラ属
- Asclepias トウワタ属 - トウワタ
- Cynanchum イケマ属 - アマミイケマ、イケマ
- Dischidia マメヅタカズラ属 - マメヅタカズラ
- Gomphocarpus フウセントウワタ属 - フウセントウワタ
- Hoya サクララン属 - サクララン
- Marsdenia キジョラン属 - キジョラン、ソメモノカズラ
- Metaplexis ガガイモ属 - ガガイモ、セロペギア サンダーソニー
- Oxypetalum ルリトウワタ属 - ルリトウワタ
- Stephanotis シタキソウ属 - シタキソウ、マダガスカルジャスミン
- Tylophora オオカモメヅル属 - ケナシツルモウリンカ
- Vincetoxicum カモメヅル属 - スズサイコ、フナバラソウ、ヒメイヨカズラ

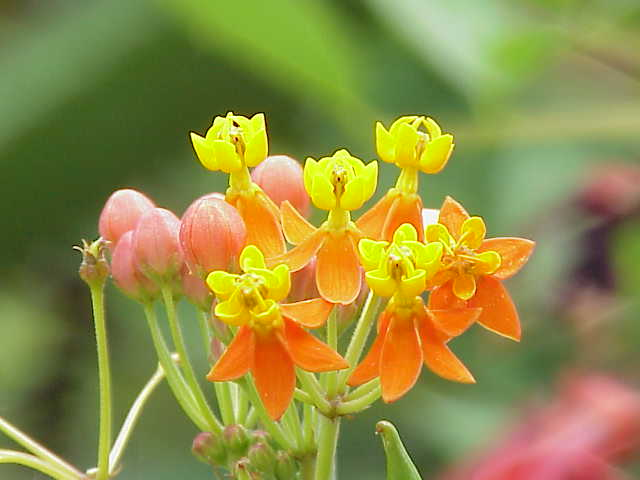
トウワタ
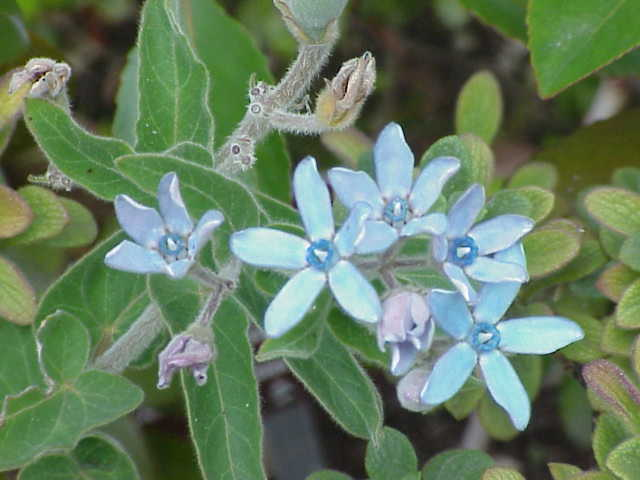
ルリトウワタ
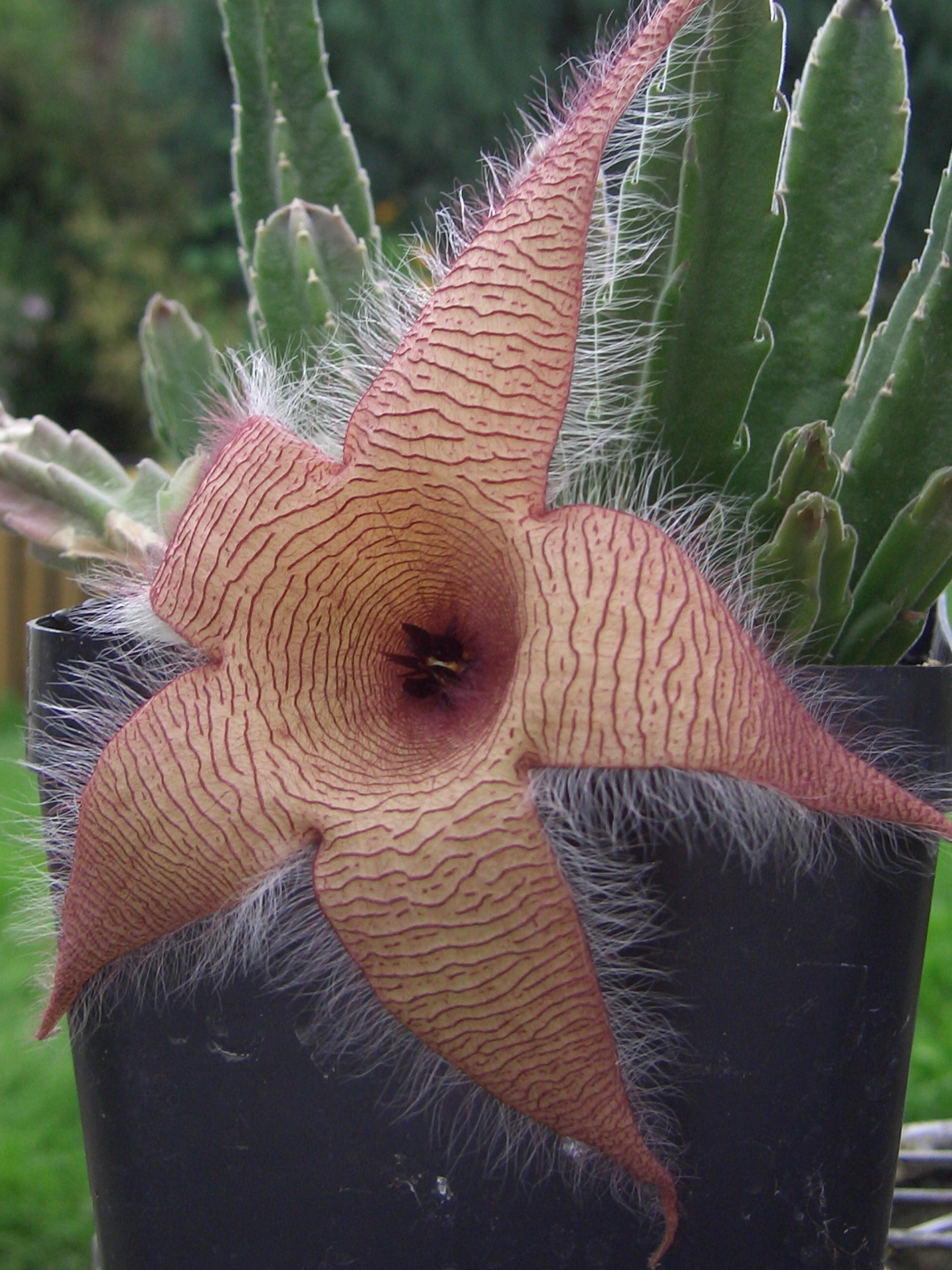
Stapelia gigantea（サボテン状多肉植物）